# Dimitri from Paris
Dimitri from Paris är artistnamnet för Dimitrios Yerasimos, en internationellt känd fransk diskjockey. 
Han föddes 1963 i Istanbul, Turkiet, föräldrarna är greker, men växte upp i Frankrike. Han har gjort musikproduktioner till modevisningar för kända modehus, bland annat Yves Saint-Laurent och Hermès.
1996 släppte han sitt första album Sacrebleu som sålde i ca 300 000 exemplar över hela världen. Grundaren av Playboy, Hugh Hefner, beställde ett blandband av Dimitri till sina fester. Resultatet blev A Night At The Playboy Mansion som gavs ut år 2000. Efter det har han gett ut flera album, After The Playboy Mansion och Cruising Attitude är två av dem.
Musikstilen är av olika genrer som 1970-talets funk och disco, tillsammans med house och electro, men även sekvenser ur 1950 och 60-tals filmer som Frukost på Tiffany's och Det ljuva livet.

## Diskografi

### Album
- 1996 : Sacrebleu
- 2003 : Cruising Attitude
- 2006 : In the House of Love

### Samlingsalbum
- 1997 : Mixmag Presents 'Monsieur Dimitri's De-Luxe House Of Funk'
- 2000 : A Night At The Playboy Mansion
- 2000 : Disco Forever - The Sound Of Underground Disco
- 2001 : My Salsoul
- 2002 : After the Playboy Mansion
- 2004 : In the House
- 2004 : Kings of Disco
- 2005 : Chanson A La Mode (Japan)
- 2007 : Cocktail Disco
- 2008 : Return to the Playboy Mansion
- 2009 : Night Dubbin'
- 2010 : Get Down With The Philly Sound
- 2011 : Knights of the Playboy Mansion
- 2011 : The Remix Files
- 2012 : Back In The House